# Campo da Lanza
Campo da Lanza (en gallego y oficialmente, O Campo da Lanza) es un lugar español situado en la parroquia de Ángeles, del municipio de Boimorto, en la provincia de La Coruña, Galicia.

## Demografía
| Gráfica de evolución demográfica de Campo da Lanza entre 2000 y 2018 |
|                                                                      |
| Datos según el nomenclátor publicado por el INE.                     |